# Aqua Timez アスナロウ TOUR 2017 FINAL "narrow narrow"
『Aqua Timez アスナロウ TOUR 2017 FINAL "narrow narrow"』（アクアタイムズ・アスナロウ・ツアー・ニセンジュウナナ・ファイナル・ナローナロー）はAqua Timezの8枚目のライブ映像ディスク（DVD・Blu-ray Disc）。2018年1月31日発売。発売元はエピックレコードジャパン。

## 概要
- 2017年2月～8月にかけて開催された全国ツアー『アスナロウ TOUR 2017』より、8月5日に神奈川・パシフィコ横浜にて行われたツアーファイナル全21曲をノーカット収録。
- ライブCD『Aqua Timez アスナロウ TOUR 2017 FINAL "narrow narrow"』と同日発売された。

## 収録曲
1. Overture
2. アスナロウ
3. 最後までII
4. Fly Fish
5. 等身大のラブソング
6. つぼみ
7. メメント・モリ
8. 生きて
9. サンデーパーク
10. 空想楽
11. 世界で一番小さな海よ
12. Pascal
13. 冬空
14. 12月のひまわり
15. 千の夜をこえて -アスナロウ TOUR ver.-
16. ソリに乗って
17. 虹
18. ナポリ
19. 三日月シャーベット
20. 魔法を使い果たして
21. 決意の朝に
22. 別れの詩 -still connected-